# Área de vida

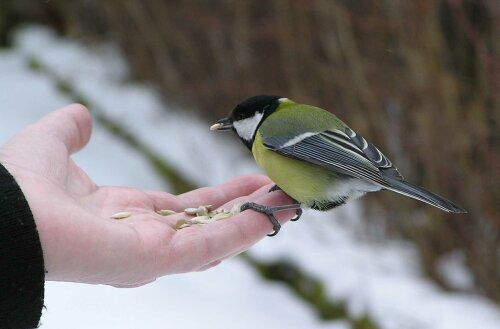
El carbonero común es una especie de ave paseriforme de la familia de los páridos.

En etología el término área de vida o  área vital se refiere al área utilizada por un animal durante sus actividades normales. Se distingue del término territorio porque este es el área defendida. También se le conoce como área de actividad, espacio vital, dominio vital, ámbito de hogar o se usa el término en inglés home range.
El concepto fue introducido por W.H. Burt en 1943ː «El concepto de territorio se refiere a un área defendida, mientras que el concepto de área de vida se refiere a cualquier área utilizada por un animal durante sus actividades normales.» Creó mapas delineando la extensión o los límites de los movimientos de un animal en sus actividades diarias.
La definición de Burt fue modificada en 1970, para incluir la probabilidad de  encontrar a un animal en una localidad determinada.
En ecología el concepto de área vital es útil para el conocimiento de las poblaciones de una especie y de su funcionamiento. Para estos estudios se usan métodos de marca y recaptura.

## Métodos de cálculos
La forma más simple de definir los límites de un área vital es establecer un conjunto de datos de localización y usar el polígono más pequeño posible alrededor de estos datos. Este método recibe el nombre de polígono convexo mínimo. Presenta problemas; es posible sobreestimar el tamaño del área de vida.